# Heriberto García de Quevedo
José Heriberto García de Quevedo, född 1819 i Coro, Venezuela, död 1871 i Paris till följd av en blessyr, erhållen på Paris barrikader, var en spansk skald.
Efter vidsträckta resor bosatte García de Quevedo sig i Madrid, ingick som medarbetare i åtskilliga tidskrifter och beklädde olika diplomatiska poster. Hans lyrik är inspirerad av nobel frisinthet, och hans arbeten är i allmänhet av oomtvistat värde. García de Quevedos första lyriska publikationer 1849 i samarbete med Zorrilla är María, Un cuento, Pentápolis, Á Colõn, Á la libertad, Á Italia; av egna är att nämna Delirium, Le segunda vida och El proscripto. Bland hans dramatiska arbeten märks: Nobleza contra nobleza, Un paje y un caballero, Don Bernardo de Gabrera, El juicio publico, Contrastes och Isabel de Medina bland romanerna: El amor de una nina och Dos duelos à 18 anos de distancia.